# Макдонъл Дъглас DC-10
„Макдонъл Дъглас DC-10“, (известен с прозвището си "летящият ковчег") е тридвигателен реактивен самолет, произвеждан от компанията „Макдонъл Дъглас“ от 1968 до 1988 година. DC-10 е предназначен за средно (от 3 до 6 часа) и дълго продължителни (повече от 6 часа) пътнически полети. На борда му могат да се качат до 380 души. DC-10 се различава по двата турбовентилаторни двигателя, монтирани на подкрилните пилони и третия, който е в основата на вертикалния стабилизатор.

## Производство
Производството на DC-10 започва през 1968 година. За пръв път модела поръчват Американските авиолинии („Американ Еърлайнс“) и Обединените авиолинии („Юнайтед Еърлайнс“). Първият осъществен полет е на 29 август 1970 година. Първата версия на DC-10 има обхват от около 6000 км и е предназначена единствено за вътрешни полети. През целия период на производство са поръчани и доставени 446 самолета.

## Дизайн
DC-10 е самолет с ниско разположено крило, задвижван от три двигателя. Два от тях са монтирани на пилоните под крилата, докато третият е покрит с предпазна банджообразна структура, монтирана на върха на задната част на фюзелажа. Вертикалният стабилизатор се намира на върха на банджообразната структура. Хоризонталният стабилизатор е прикачен към фюзелажа по обичайния начин. Аеропланът притежава подвижен триколесен механизъм за приземяване. На по-късните модели (30 и 40) се добавя допълнителен двуколесен механизъм, прикрепен за по-голяма устойчивост, който се прибира в центъра на фюзелажа.
Проектиран е за 250, максимум 380 пътници. Екипажът се състои от трима души. Фюзелажът включва подов склад за карго и багаж.

## Технически данни
Важно: Данните са в зависимост от подмодела DC-10 (DC-10-10, DC-10-15, DC-10-30 или DC-10-40)
Дължина – 51,9 m
Височина – 17.7 m
Размах на крилете – 47 – 50 m
Тегло празен – 108 t
Макс. полетно тегло – 195 – 251 t
Пътници – макс. 380
Двигатели (основни) – 2 Х General Electric (CF6-6D; GE CF6-50C2F; GE CF6-50C; PW JT9D-59A)
Тяга на двигателите – 177 – 235 kN
Капацитет на гориво – 82 000 – 138 000 L